# Лихачёв, Алексей Евгеньевич
Алексей Евгеньевич Лихачёв (род. 23 декабря 1962, Саров) — российский государственный деятель. Генеральный директор Государственной корпорации по атомной энергии «Росатом» с 2016 года.

## Биография
Родился 23 декабря 1962 года в городе Арзамас-16 (Саров).

### Образование
В 1985 году окончил радиофизический факультет Горьковского государственного университета имени Н. И. Лобачевского. В 1998 году окончил экономический факультет этого же университета.
В 1999 году в Нижегородском государственном университете защитил кандидатскую диссертацию на тему «Управление инвестициями в условиях формирования рыночных отношений».
Имеет степень доктора экономических наук. В 2006 году во Всероссийской академии внешней торговли защитил докторскую диссертацию на тему «Экономическая дипломатия России в условиях глобализации».

### Деятельность
В 1985—1987 годах работал инженером Горьковского научно-исследовательского приборостроительного института. Занимался общественно-политической деятельностью. В 1987—1988 годах был секретарём комитета ВЛКСМ Горьковского научно-исследовательского приборостроительного института, в 1988—1992 годах — Горьковского горкома ВЛКСМ.
В 1992—2000 годах А. Е. Лихачёв был управляющим нижегородской социально-промышленной страховой компанией «Аваль»; депутатом городского Совета народных депутатов города Нижнего Новгорода; советником губернатора Б. Е. Немцова по вопросам страхования и инвестиций.
В 1997—2000 годах — депутат Городской думы Нижнего Новгорода. 31 мая 2000 года депутатские полномочия Сергея Кириенко в Госдуме были досрочно прекращены в связи с назначением полпредом Президента РФ в Приволжском федеральном округе, и 23 июня 2000 года его депутатский мандат был передан Алексею Лихачёву (первый подобный случай в истории Госдумы).
С 2000 года являлся сопредседателем Нижегородского регионального отделения партии «Союз правых сил», был депутатом Государственной думы III и IV созывов. Вплоть до 2007 года состоял в СПС, даже будучи в составе фракции «Единой России», был членом Комитета парламентского сотрудничества «Россия — Европейский союз». В январе 2004 года был избран в федеральный политический совет «Союза правых сил». В июле 2007 года вступил в ЕР.
Во время президентских выборов в 2000 году был уполномоченным по проведению избирательной кампании кандидата Владимира Путина по Нижегородской области.
В 2003 году участвовал в выборах в Государственную думу по одномандатному округу от «Союза правых сил» и победил, набрав 34,94 % (76 187 голосов), став одним из трёх членов партии, избравшихся в новый созыв. В IV созыве был заместителем председателя комитета Госдумы по экономической политике, предпринимательству и туризму Валерия Драганова. Голосовал за отмену прямых губернаторских выборов, ссылаясь на то, что «до 1995 года губернаторы назначались (президентом Борисом Ельциным) и ничего страшного не произошло».
Был членом переговорной команды по вопросу вступления России в ВТО.
В 2005 году, будучи лидером нижегородского СПС, добился объединения усилий партии на муниципальных выборах с нижегородским «Яблоком».
Заявлял о возможности выдвижения своей кандидатуры на пост мэра Нижнего Новгорода на выборах 2006 года, но позже отказался в пользу кандидата от «Единой России» Вадима Булавинова.
В 2007—2008 годах — советник министра экономического развития Российской Федерации (министр — Эльвира Набиуллина).
В 2008—2010 годах — директор Сводного департамента анализа и регулирования внешнеэкономической деятельности министерства экономического развития Российской Федерации.
В 2010—2015 годах работал заместителем министра экономического развития Российской Федерации (у Э. Набиуллиной, А. Белоусова и А. Улюкаева).
С 13 февраля 2015 года — первый заместитель министра экономического развития Российской Федерации (министр — Алексей Улюкаев).
С 5 октября 2016 года — глава Государственной корпорации по атомной энергии «Росатом» (ГК «Росатом»).
Декларированный годовой доход Алексея Лихачёва за 2015 год составил 8,2 миллиона рублей.
В телеигре «Что? Где? Когда?» защищал интересы знатоков в качестве представителя «Росатома».
4 марта 2022 года на фоне вторжения России на Украину Лихачёв официально обратился к работникам в отрасли атомной промышленности с призывом обеспечить бесперебойную работу всех предприятий и выполнить все обязательства перед клиентами, несмотря на непростое положение, «в котором оказались наша страна и весь мир в последние дни». Также Лихачёв попросил беречь своё физическое и эмоциональное здоровье, уделять главное внимание человеку и пожелал «сил, выдержки, уверенности и спокойствия. И самое главное — мирного неба».

## Санкции
24 февраля 2023 года, на фоне вторжения России на Украину, Лихачёв внесён в санкционный список Великобритании «поскольку он был и является причастным к получению выгоды от правительства или его поддержке». 24 мая 2022 года попал под санкции Украины, поскольку он «отправил специалистов „Росатома“ на Украину вместе с российскими военными, захватившими украинские атомные электростанции — ЗАЭС и ЧАЭС». 19 мая 2023 года включён в санкционный список Канады «близких соратников режима». По аналогичным основаниям находится под санкциями Новой Зеландии и Австралии.
В январе 2025 года включен в санкционные списки США

## Семья
Женат, имеет троих сыновей. Старший сын окончил университет, работает на предприятии «Гидромаш». Средний сын работает в Академии внешней торговли. Младший сын поступил на Нижегородское отделение Высшей школы экономики.

## Награды и звания
- Благодарность Президента Российской Федерации (2008)
- Орден Дружбы (2010)[22].
- Почётная грамота Президента Российской Федерации (19 января 2013) — за активное участие в переговорном процессе по вступлению Российской Федерации в Всемирную торговую организацию[22].
- Благодарность Президента Российской Федерации (2014)
- Медаль «За вклад в создание Евразийского экономического союза» I степени (8 мая 2015)[23].
- Медаль «За вклад в развитие Евразийского экономического союза» (29 мая 2019)[24].
- Орден Почёта (2015)[25].
- Орден «За заслуги перед Отечеством» IV степени (2020)
- Медаль «За заслуги перед Республикой Карелия» (8 июня 2020) — за заслуги перед Республикой Карелия и её жителями, большой вклад в социально-экономическое развитие республики и активную работу в составе Государственной комиссии по подготовке к празднованию 100-летия образования Республикой Карелия[26].
- Медаль «В память 800-летия Нижнего Новгорода» (2021)[27].
- Орден преподобного Серафима Саровского II степени (РПЦ, 2021) — за весомый вклад в развитие церковно-государственных отношений[28].
- Почётный гражданин Нижнего Новгорода (2023)[29].
- Орден Почёта (Белоруссия, 21 марта 2024) — за добросовестный плодотворный труд, высокий профессионализм, значительный вклад в реализацию инвестиционного проекта по строительству Белорусской атомной электростанции[30].
- Благодарность Правительства Российской Федерации (2 октября 2024) — за большой вклад в подготовку и проведение III Международного строительного чемпионата в г. Санкт-Петербурге в 2023 году[31]